# Lalibela

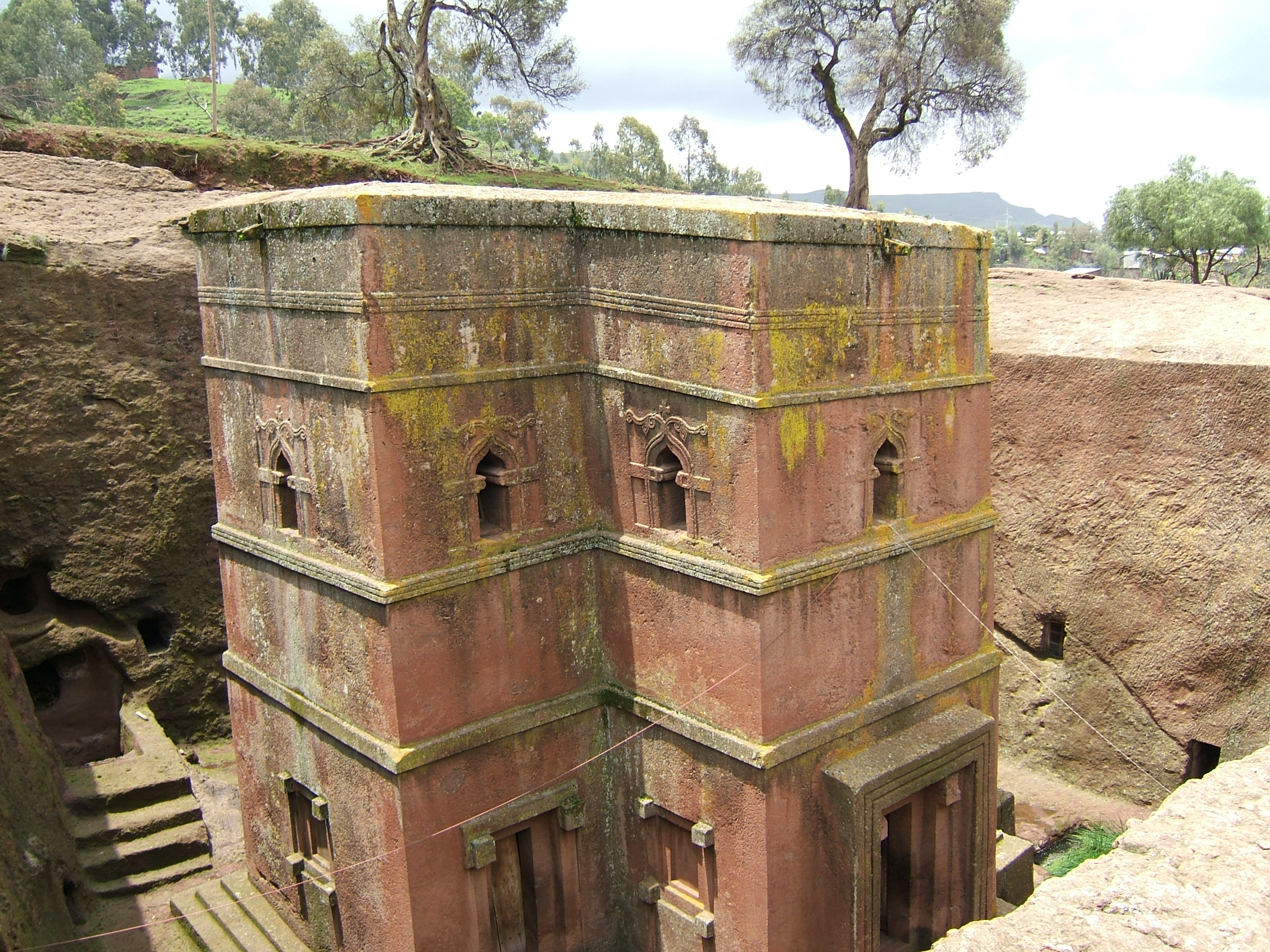
Kyrkan Bete Giyorgis i Lalibela.

Lalibela är en ort i regionen Amhara i norra Etiopien, på 2 360 meter över havet, omkring 645 kilometer norr om Addis Abeba. Den hade 8 484 invånare vid folkräkningen 1994.
Platsen hette ursprungligen Roha, men bär nu namn efter 1200-talskungen Lalibela. Här finns elva klippkyrkor från 1000- till 1200-talen med betydande ornamentala och figurativa vägg- och takmålningar och reliefer. Kyrkorna höggs ur berget till fristående byggnader. Den största är mer än 30 meter lång, 25 meter bred och 10 meter hög. Platsen är en välkänd vallfartsort för etiopiska kristna, och kyrkorna räknas i dag till Unescos världsarv. Strax utanför staden ligger Lalibela Airport.